# Afrosoricida
Afrosoricida er en orden af pattedyr som indeholder guldmuldvarpe i det sydlige Afrika, odderspidsmus i det ækvatoriale Afrika og børstesvin på Madagaskar. Disse tre dyregrupper med små pattedyr er traditionelt blevet betragtet som en del af ordenen insektædere (Insectivora) og blev senere inkluderet i Lipotyphla efter at Insectivora blev opgivet. Senere blev også Lipotyphla fundet at være polyfyletisk og opgivet.
Dannelsen af Afrosoricida er baseret på molekylære genetiske undersøgelser. Morfologisk har Afrosoricida mange ligheder med ægte insektædere (pindsvin, spidsmus, muldvarpe med flere). De molekylære genetiske fund tyder dog på, at Afrosoricida og insektædere ikke er beslægtet med hinanden, men har haft en konvergent udvikling.

## Kendetegn

### Krop og lemmer
Afrosoricida har besat forskellige økologiske nicher og er derfor en forskelligartet gruppe. Guldmuldvarpen (Chrysochloridae) er – svarende til muldvarpen – tilpasset en livsstil til at grave under jorden. Inden for børstesvin (Tenrecidae) er der spidsmus-lignende repræsentanter (risbørstesvin og nogle børstesvin) og pindsvin-lignende dyr (andre børstesvin). Derudover er der med odderspidmus (Potamogalidae) også vandlevende arter, der overfladisk ligner oddere. Længden på krop og hoved varierer mellem 4 og 40 cm. Halen er af forskellig længde, fra en stump til to gange så lang som resten af kroppen. Vægten er mellem 3 g og 2,4 kg.
Lemmerne er relativt korte. Guldmuldvarpens forben er omdannet til meget specialiserede graveværktøjer, hvor især kloen på tredje tå er udvidet. Børstesvinene har tilpasset sig deres respektive livsstil og er egnede til at grave, klatre eller løbe på jorden. Nogle vandlevende arter har svømmehud mellem tæerne. Med få undtagelser har fødderne hver fem tæer. Tæerne har altid kløer. Skinneben og lægben er ofte vokset sammen i den nederste ende.

### Hoved og tænder
Hovedet er kegleformet eller aflangt, snuden er spids. Som med mange underjordiske pattedyr mangler guldmuldvarpen det ydre øre, mens de hos børstesvin er relativt store. Øjnene er små hos børstesvin og odderspidsmus, hos guldmuldvarpen er de dækket af pels og funktionsløse. Kindbensbuen (Arcus zygomaticus) er et karakteristisk træk. Den ikke er lukket hos børstesvin og odderspidsmus, mens guldmuldvarpe har en komplet bue, som kun er dannet af den forreste bue-vedhæftning og derfor skal betragtes som sekundær.
Ligesom ved insektæterne er tænderne præget af spidser og skarpe emaljekanter. De har i alt 32 til 40 tænder med tandformlen {\displaystyle {\frac {2-3.1.3.2-3}{2-3.1.3.2-3}}}. Hos guldmuldvarpen, odderspidsmus og nogle børstesvin er den forreste øverste og den anden nederste fortand altid forstørret. og deres hjørnetænder er altid små. Store børstesvin og risbørstesvin har store hjørnetænder. Kindtænderne har et zalambdodont tyggeflademønster, det vil sige at der er en V-formet emaljekam (ectoloph) med tre spidser.

### Den indre anatomi
Med hensyn til deres interne anatomi er Afrosoricida meget lig insektædere. Fordøjelseskanalen er simpelt bygget, blindtarmen mangler i begge grupper, og tarmen er kort og rørformet. En ejendommelighed ved Afrosoricida er at det urogenitale system ligesom ved kloakdyr ender i et enkelt udløb, kloakken. Det samme er tilfældet hos spidsmus, og det er derfor ikke et morfologisk kriterium. Hannens testikler er placeret i bughulen hos de fleste arter. Dette adskiller dem fra insektæderne, men repræsenterer muligvis et oprindeligt pattedyrskarakteristik. Som ved insektæderne har hunnerne en tohornet livmoder.

## Udbredelse og habitat
Afrosoricida findes udelukkende i Afrika syd for Sahara og på Madagaskar. Børstesvin er hovedsageligt på Madagaskar, odderspidsmus er hjemmehørende på det afrikanske fastland på begge sider af ækvator. Guldmuldvarpen lever hovedsageligt i den sydlige del af kontinentet. Der er tre arter i det centrale Afrika, men de er fraværende på Madagaskar.
Afrosoricida beboer en række levesteder og kan findes i tørre ørkenregioner såvel som i græsarealer og skove. Odderspidsmusene og en art børstesvin har en semi-akvatisk livsstil og kan følgelig findes langs floder og andre vandområder. Højdefordelingen spænder fra havets overflade til høje bjergområder omkring 4000 m.

## Levevis

### Generelt
Afrosoricida har en forskelligartet livsstil, hvilket også afspejles i deres kropsbygning. Guldmuldvarpen tilbringer det meste af sit liv under jorden. Der er også nogle gravende arter blandt børstesvin, men ikke i samme omfang. Imidlertid lever en større del af børstesvinene på jorden eller klatrer i træer. Nogle børstesvin, især de mindre arter, har en lang gribehale til dette. Odderspidsmus og en art risbørstesvin er for det meste i vand, når de fouragerer. De fleste af Afrosoricida graver huler. Med nogle få undtagelser lever dyrene alene og undgår kontakt med andre individer uden for parringssæsonen.
En ejendommelighed ved Afrosoricida er at deres kropstemperatur er mere variabel end for de fleste andre pattedyr og delvis kan tilpasses omgivelserne. Mange arter går i en dvaletilstand, enten dagligt, eller når vejret er koldt, og der er utilstrækkeligt med føde.

### Ernæring
Afrosoricidas diæt består af insekter og andre hvirvelløse dyr som regnorme, de vandlevende arterne spiser også krebsdyr. Små hvirveldyr, ådsler og vegetabilsk materiale supplerer menuen i varierende grad.

### Reproduktion
Man kender ikke meget til reproduktion, men det varierer afhængigt af arten. Kuldstørrelserne varierer mellem en og 32 hos tenrek, sidstnævnte repræsenterer den højeste værdi for alle pattedyr. Nyfødte unger får mad i moderens beskyttede hule. Hun er normalt eneansvarlig for at passe ungerne. De er hjælpeløse fra fødslen, men vokser hurtigt.